# قائمة أسطول القوات البحرية المصرية

## القائمة
| الطراز               | الصورة               | العدد                | الاسم | بلد الصنع                 | ملاحظات |
| حاملات طائرات مروحية | حاملات طائرات مروحية | حاملات طائرات مروحية | حاملات طائرات مروحية                                                                                               | حاملات طائرات مروحية      | حاملات طائرات مروحية |
| -------------------- | -------------------- | -------------------- | --- | ------------------------- | --- |
| ميسترال              |                      | 2                    | "جمال عبد الناصر" "أنور السادات"                                                                                   | فرنسا                     | - في 10 أكتوبر 2015 وقعت مصر وفرنسا صفقة شراء سفينتي ميسترال، ووقع الاتفاقية عن الجانب المصري اللواء بحري أركان حرب أحمد خالد حسن رئيس أركان القوات البحرية ورئيس لجنة التعاقد "وقتها"، وعن الجانب الفرنسي ناتالي سميرنوف نائبة رئيس شركة "دي سي إن إس". وكان من المتوقع أن تسلم فرنسا البارجتين إلى روسيا طبقاً للاتفاق الموقع بينهما، إلا أن فرنسا علقت عملية التسليم بعد أن قرر الاتحاد الأوروبي فرض عقوبات على روسيا بشأن الصراع الانفصالي في أوكرانيا، ووجهت الصفقة نحو مصر بمباركة روسية. - تسلمت مصر الميسترال الأولى "جمال عبد الناصر" في 23 يونيو 2016. - تسلمت مصر الميسترال الثانية "أنور السادات" في 16 سبتمبر 2016. |
| غواصات               |                      |                      | |                           | |
| تايب 209/1400        |                      | 4                    | | ألمانيا                   | وقعت مصر اتفاقيتين عام 2011 وعام 2014 مع الجانب الألماني الذي تمثله شركة "تيسين جروب" لتسليم 4 غواصات حديثة من طراز"209/1400"، ودشنت القوات البحرية أولى الغواصات في ديسمبر 2015. واستلمتها في 12 ديسمبر 2016، واستلمت الغواصة الثانية في أغسطس 2017. ودشنت الغواصة الثالثة في 4 مايو 2019 واستلمتها في 9 أبريل 2020. |
| روميو                |                      | 8                    | 831 858 852 842 | الاتحاد السوفيتي · الصين  | تمتلك البحرية المصرية 10 غواصات من فئة روميو، يعمل منها 8 بالخدمة، تم شراء 4 منها من الاتحاد السوفيتي و4 من الصين. وتخضع منها 4 للتجديد في حوض بناء سفن مصري بموجب عقد مع شركة أمريكية. |
| أوبيرون              |                      | 2                    | | المملكة المتحدة           | |
| فرقاطات              |                      |                      | |                           | |
| فريم                 |                      | 1                    | تحيا مصر | فرنسا                     | في فبراير 2015 وقعت مصر وفرنسا صفقة شراء فرقاطة فريم، ووقع الاتفاقية عن الجانب الفرنسي رئيس مجلس إدارة الشركة الفرنسية المصنعة "دي سي إن إس" وعن الجانب المصري اللواء بحري أركان حرب أحمد خالد حسن رئيس شعبة العمليات البحرية والممارسة والمتابعة "وقتها". وفي يونيو 2015 تسلمت مصر الفرقاطة من مرفأ لوريان غرب فرنسا وأطلقت عليها اسم "تحيا مصر". |
| ميكو A200 (العزيز)   |                      | 4                    | سجم العزيز سجم القهار سجم القدير سجم الجبار                                                                        | ألمانيا                   | - في 11 يناير 2019 أعلن عن قرار مجلس الأمن الفيدرالي الألماني بتوريد فرقاطة واحدة من مشروع "МЕКО А200" لمصر. - في 4 أبريل 2019 أعلن عن موافقة لجنة الموازنة بالبرلمان الألماني على توفير ضمانات الائتمان لتصدير 6 فرقاطات لصالح القوات البحرية المصرية منها 4 من طراز "MEKO-A200" (فئة العزيز) من شركة "تيسين كروب للأنظمة البحرية ThyssenKrupp Marine Systems TKMS" بقيمة 2.3 مليار يورو. - تسلمت مصر 4 فرقاطات في 2022 و2023. |
| فريم بيرجاميني       |                      | 2                    | الجلالة برنيس | إيطاليا                   | في يونيو 2020 منحت إيطاليا الضوء الأخضر لبيع فرقاطتين من طراز فريم بيرجاميني إلى مصر. |
| أوليڤر هازرد         |                      | 4                    | شرم الشيخ (F901) توشكى (F906) طابا (F916) مبارك (F911)                                                             | الولايات المتحدة          | [ 15 ] |
| نوكس                 |                      | 2                    | دمياط (F961) رشيد (F966)                                                                                           | الولايات المتحدة          | [ 15 ] |
| جيانغهو              |                      | 2                    | النجم الظافر (F951) الناصر (F956)                                                                                  | الصين                     | [ 15 ] |
| كوني                 |                      | 2                    | | الاتحاد السوفيتي          | [ 22 ] |
| فرقيطات / كورفيتات   |                      |                      | |                           | |
| جويند                |                      | 4                    | "الفاتح" بورسعيد" المعز" الأقصر"                                                                                   | فرنسا · مصر               | - وقعت مصر وفرنسا عقدا للتصنيع المشترك مع شركة "دي سي إن إس" الفرنسية لبناء 4 طرادات من طراز كورفيت الشبحي جويند 2500 بمواصفات خاصة لصالح القوات البحرية المصرية، على أن يتم تصنيع 3 منها داخل مصر في أحد موانئ الإسكندرية ليتم نقل تكنولوجيا تصنيعها إلى المهندسين المصريين، ويتم الانتهاء من بناء الطرادات قبل عام 2019. - في 22 سبتمبر 2017 استلمت مصر الطراد الأول وأطلق عليه اسم "الفاتح". - في 7 سبتمبر 2018 انتهت شركة ترسانة الإسكندرية من بناء أول طراد يصنع في مصر من طراز جويند وأطلق عليه اسم "بورسعيد". - في 12 مايو 2019 انتهت شركة ترسانة الإسكندرية من بناء ثان طراد يصنع في مصر من طراز جويند وأطلق عليه اسم "المعز". - في 14 مايو 2020 انتهت شركة ترسانة الإسكندرية من بناء ثالث طراد يصنع في مصر من طراز جويند وأطلق عليه اسم "الأقصر". |
| ديسكوبيرتا كلاس      |                      | 2                    | أبو قير السويس | إسبانيا                   | [ 15 ] |
| بوهانج               |                      | 1                    | شباب مصر | كوريا الجنوبية            | أهدتها كوريا الجنوبية إلى مصر في أكتوبر 2017 في إطار دعم العلاقات العسكرية بين البلدين. دخلت الفرقاطة في خدمة القوات البحرية الكورية الجنوبية عام 1988، واستمرت بالخدمة 28 عامًا. |
| سفن إنزال            |                      |                      | |                           | |
| بولنوسني             |                      | 3                    | 301 303 305 | بولندا · الاتحاد السوفيتي | [ 15 ] |
| فايدرا               |                      | 9                    | 330 332 334 336 338 340 342 344 346                                                                                | الاتحاد السوفيتي          | [ 15 ] |
| سي فوكس              |                      | 8                    | | الولايات المتحدة          | [ 31 ] |
| MP-SMB 1 LCU         |                      |                      | |                           | [ 32 ] |
| EDA-R (L-CAT)        |                      |                      | | فرنسا                     | مركبات إنزال خاصة بحاملات الطائرات المروحية. |
| CTM-NG               |                      |                      | | فرنسا                     | مركبات إنزال خاصة بحاملات الطائرات المروحية. |
| زوارق صواريخ         |                      |                      | |                           | |
| أمباسادور أم كي 3    |                      | 4                    | سليمان عزت (682) فؤاد ذكري (684) علي جاد (686) محمود فهمي (688)                                                    | الولايات المتحدة          | تعاقدت مصر في أوائل عام 2001 على شراء 4 زوارق صواريخ من طراز أمباسادور أم كي 3 بقيمة إجمالية للصفقة بلغت 400 مليون دولار والتي سيتم بنائها عن طريق شركة هولتر مارين الأمريكية. |
| مولنيا               |                      | 1                    | أحمد فاضل RKA 32                                                                                                   | روسيا                     | أهدته روسيا إلى مصر في أغسطس 2016 في إطار التعاون العسكري بين البلدين. |
| أكتوبر               |                      | 6                    | 785 787 789 791 | مصر                       | امتلكت البحرية المصرية خلال الفترة من (1962–1967) 7 زوارق صواريخ من طراز كومار والتي أحيلت للتقاعد في أوائل عام 1990. وقامت البحرية المصرية ببناء 6 زوارق أخرى مشتقة من هذا الطراز ومجهزة بأسلحة وإلكترونيات غربية في أوائل عام 1980 تحت اسم زورق صواريخ طراز أكتوبر. |
| تايب 024 "هوكو"      |                      | 6                    | 609 611 613 615 617 619                                                                                            | الصين                     | [ 15 ] [ 42 ] |
| أوسا                 |                      | 4                    | 633 637 641 643 | الاتحاد السوفيتي          | [ 15 ] |
| رمضان                |                      | 6                    | رمضان (670) خيبر (672) القادسية (674) اليرموك (676) بدر (678) حطين (680                                            | المملكة المتحدة           | [ 15 ] |
| تايجر - تايب 148     |                      | 5                    | 601 602 603 604 605                                                                                                | ألمانيا الغربية           | [ 43 ] |
| زوارق طوربيد         |                      |                      | |                           | |
| شرشن                 |                      | 6                    | 751 753 755 757 759 761                                                                                            | الصين                     | [ 15 ] |
| زوارق مدفعية         |                      |                      | |                           | |
| شانغهاي - تايب 062   |                      | 4                    | 793 795 797 799 | الصين                     | [ 15 ] |
| سفن مضادة للغواصات   |                      |                      | |                           | |
| هاينان - تايب 037    |                      | 8                    | النور (430) الهادي (433) الكريم (436) الوكيل (439) القادر (442) الصمد (445) السلام (448) الرفيع (451)              | الصين                     | [ 15 ] |
| كاسحات ألغام         |                      |                      | |                           | |
| تي 43 - أسيوط        |                      | 5                    | غربية (501) دقهلية (507) بحرية (510) سيناء (513) أسيوط (516)                                                       | الاتحاد السوفيتي          | [ 15 ] |
| يوركا - أسوان        |                      | 4                    | جيزة (530) أسوان (533) قنا (536) سوهاج (539)                                                                       | الاتحاد السوفيتي          | [ 15 ] |
| ذات الصواري          |                      | 3                    | ذات الصواري نافارين البرلس                                                                                         | الولايات المتحدة          | [ 15 ] |
| أوسبري               |                      | 2                    | الفاروق (534) الصديق (521)                                                                                         | الولايات المتحدة          | [ 44 ] |
| مسح وزرع الألغام     |                      |                      | |                           | |
| سفاجا                |                      | 2                    | سفاجا أبو الغصن | الولايات المتحدة          | [ 15 ] |
| بلوتو بلس            |                      | 3                    | | إيطاليا                   | [ 45 ] |
| تويما                |                      | 4                    | | الاتحاد السوفيتي          | [ 46 ] |
| سفن نقل              |                      |                      | |                           | |
| تايب إي 701          |                      | 1                    | شلاتين (230) | ألمانيا                   | [ 47 ] [ 48 ] |
| فيستر فيلد           |                      | 1                    | حلايب (231) | ألمانيا                   | [ 49 ] |
| بالوتشات             |                      | 2                    | | الاتحاد السوفيتي          | [ 49 ] |
| ناقلات الوقود        |                      |                      | |                           | |
| توبليفو              |                      | 9                    | عايدة 4 (210) مريوط (211) الفرات (212) النيل (213) إكدو (214) عطبرة (215) عايدة 3 (216) المنزلة (217) البرلس (218) | مصر · الاتحاد السوفيتي    | [ 15 ] |
| زوارق قطر            |                      |                      | |                           | |
| أوختنسكي             |                      | 6                    | المكس (103) العجمي (105) القنطرة (107) الدخيلة (109) الإسكندرية (111) (113)                                        | الاتحاد السوفيتي · مصر    | [ 15 ] |
| دامن                 |                      |                      | | هولندا                    | [ 7 ] |
| زوارق دورية          |                      |                      | |                           | |
| بيرترام              |                      | 20                   | | الولايات المتحدة          | |
| سويفت                |                      | 2                    | | الولايات المتحدة          | [ 7 ] |
| إم آر تي بي 20       |                      | 3                    | | تركيا                     | [ 7 ] |
| سفن تدريب            |                      |                      | |                           | |
| بلاك سوان            |                      | 1                    | طارق (F931) | المملكة المتحدة           | سفينة تدريب |
| الحرية               |                      | 1                    | المحروسة | المملكة المتحدة           | [ 15 ] |
| انتصار               |                      | 1                    | |                           | [ 15 ] |
| يخت القصير           |                      | 1                    | |                           | [ 15 ] |
| زد - الفاتح          |                      | 1                    | الفاتح (F921) | المملكة المتحدة           | سفينة تدريب |